# Rue Tverskaïa
Rue de Tver
 (novembre 2013).
Si vous disposez d'ouvrages ou d'articles de référence ou si vous connaissez des sites web de qualité traitant du thème abordé ici, merci de compléter l'article en donnant les références utiles à sa vérifiabilité et en les liant à la section « Notes et références ».

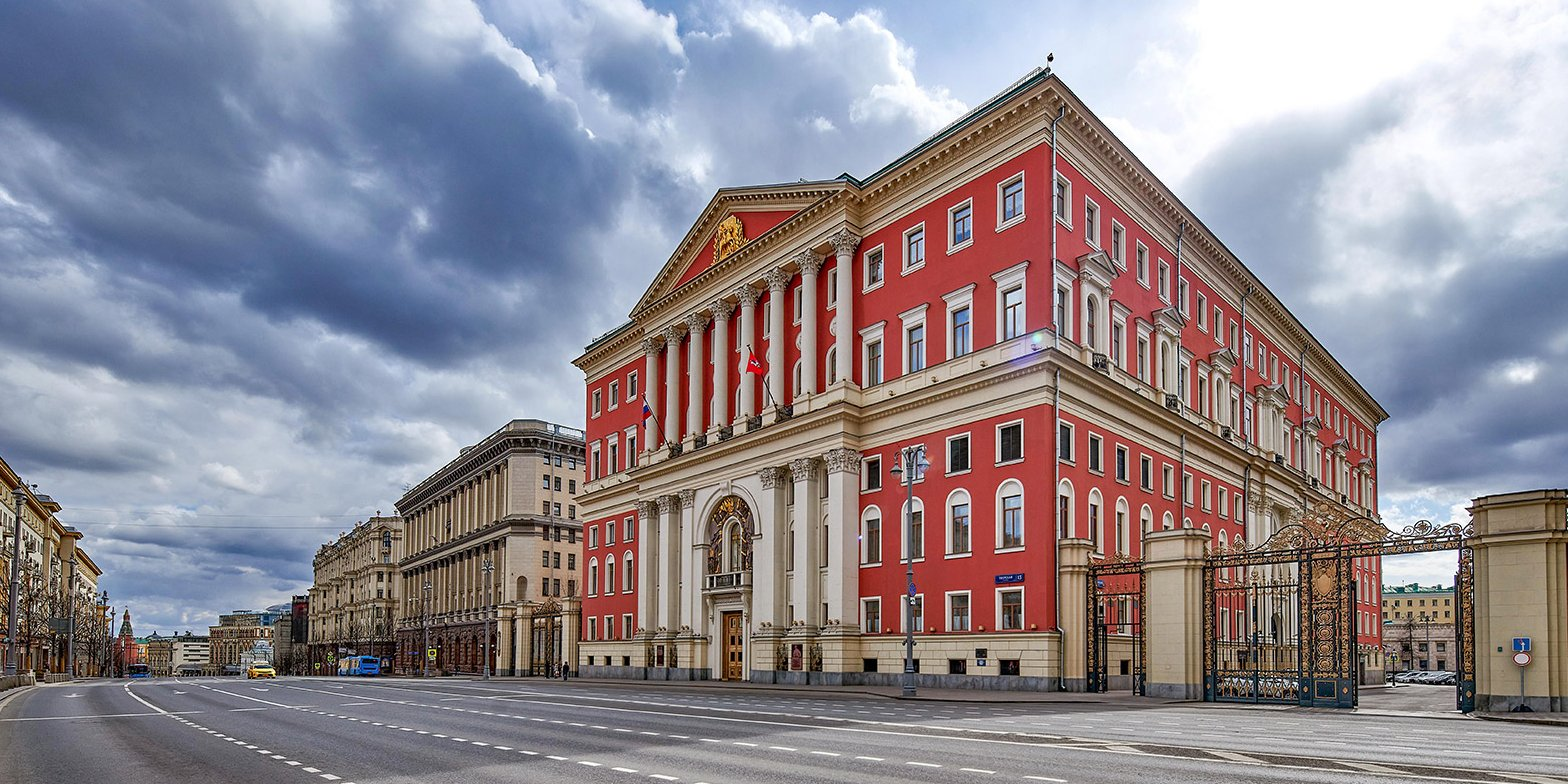
La rue Tverskaïa en 2020.

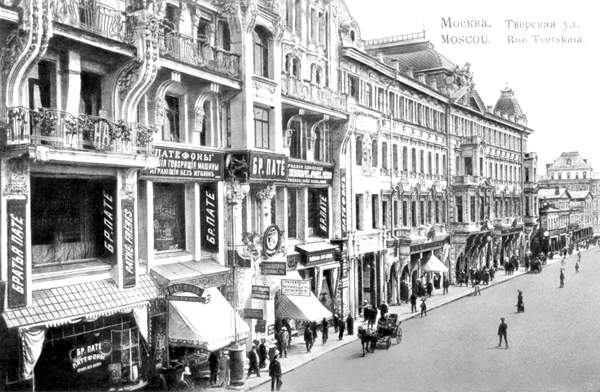
La rue Tverskaïa au XIXe siècle.

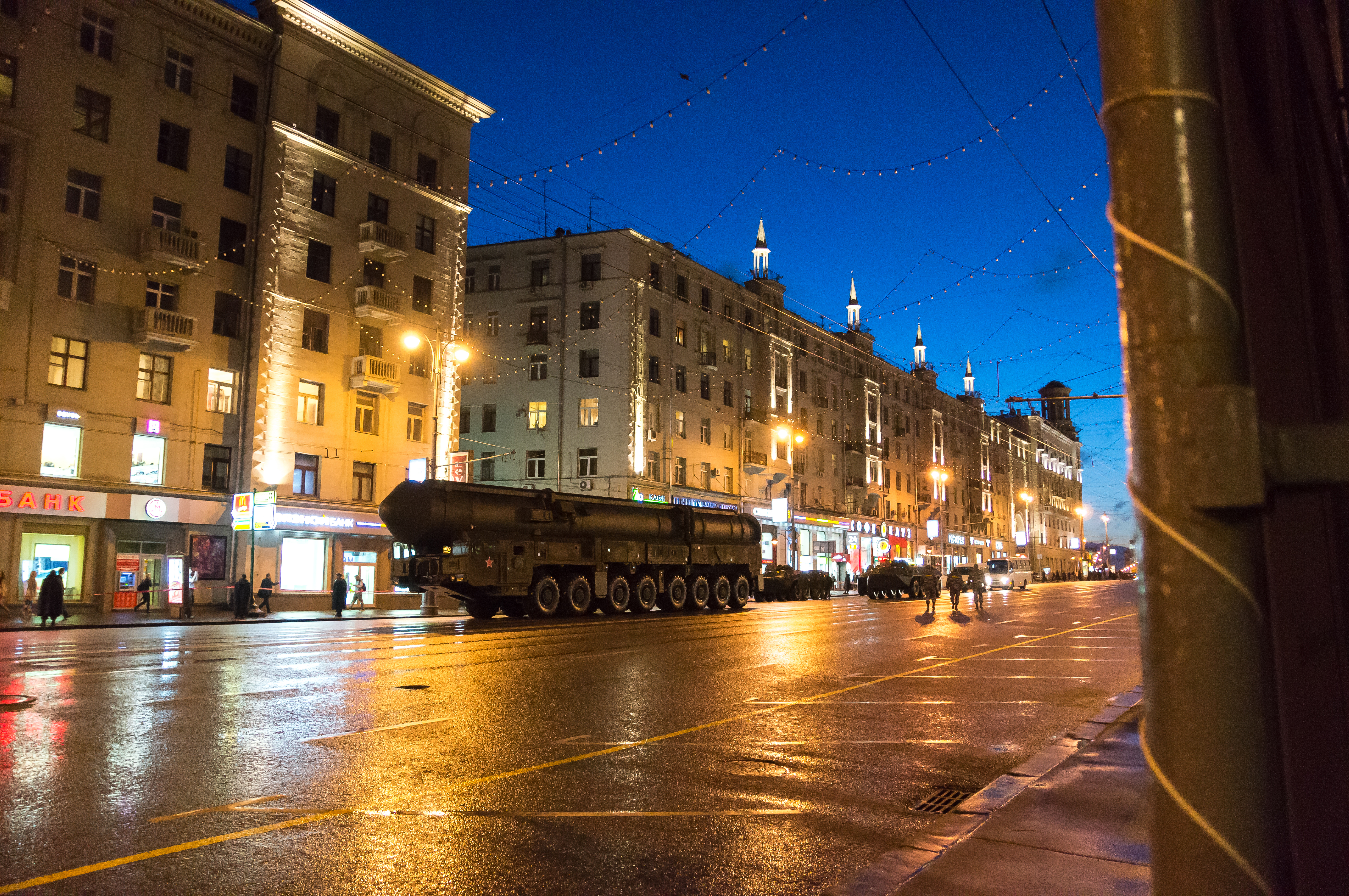
La rue Tverskaïa au XXIe siècle.

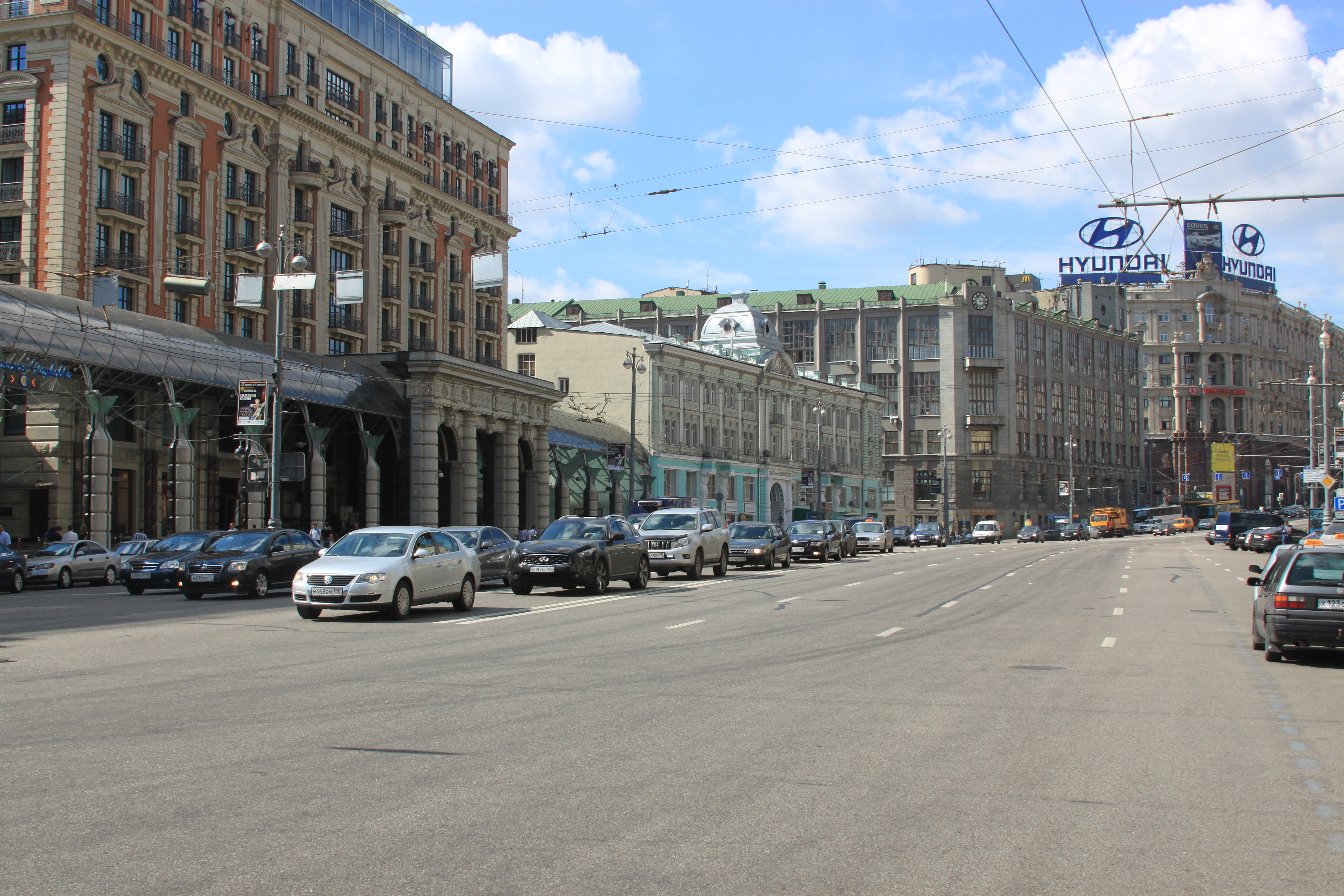
La rue Tverskaïa (2011)

La rue Tverskaïa ou rue de Tver (en russe : Тверска́я улица), est la principale rue radiale de Moscou en Russie.

## Situation et accès
La rue s'étend vers le nord-ouest en direction de Saint-Pétersbourg, partant de la place du Manège au centre, et se terminant au niveau de la ceinture des jardins, donnant son nom au district Tverskoï. La route se prolonge encore au-delà, par la Première Tverskaïa-Iamskaïa, Leningradsky Prospekt, puis Leningradskoïe Chosse.
La rue Tverskaïa s'étend de la place du Manège à travers le district Tverskoï et le carrefour avec la ceinture des boulevards, connu sous le nom de place Pouchkine, jusqu'à la ceinture des jardins. Son extension, Première Tverskaïa-Iamskaïa, la prolonge au nord-ouest jusqu'à la gare de Biélorussie (place Tverskaïa Zastava), et donne elle-même sur Leningradsky Prospekt. Elle continue dans la même direction avant de se diviser en Volokolamsloïe Chosse et Leningradskoïe Chosse (littéralement Voie express ou chaussée de Léningrad).
La rue Tverskaïa est la rue commerçante la plus chère de Moscou (elle est d'ailleurs surnommée les Champs-Élysées moscovites) et de toute la Russie. C'est un des lieux de la vie nocturne et des divertissements de la ville.

## Historique[2]

### Du Moyen Âge auXVIIIesiècle

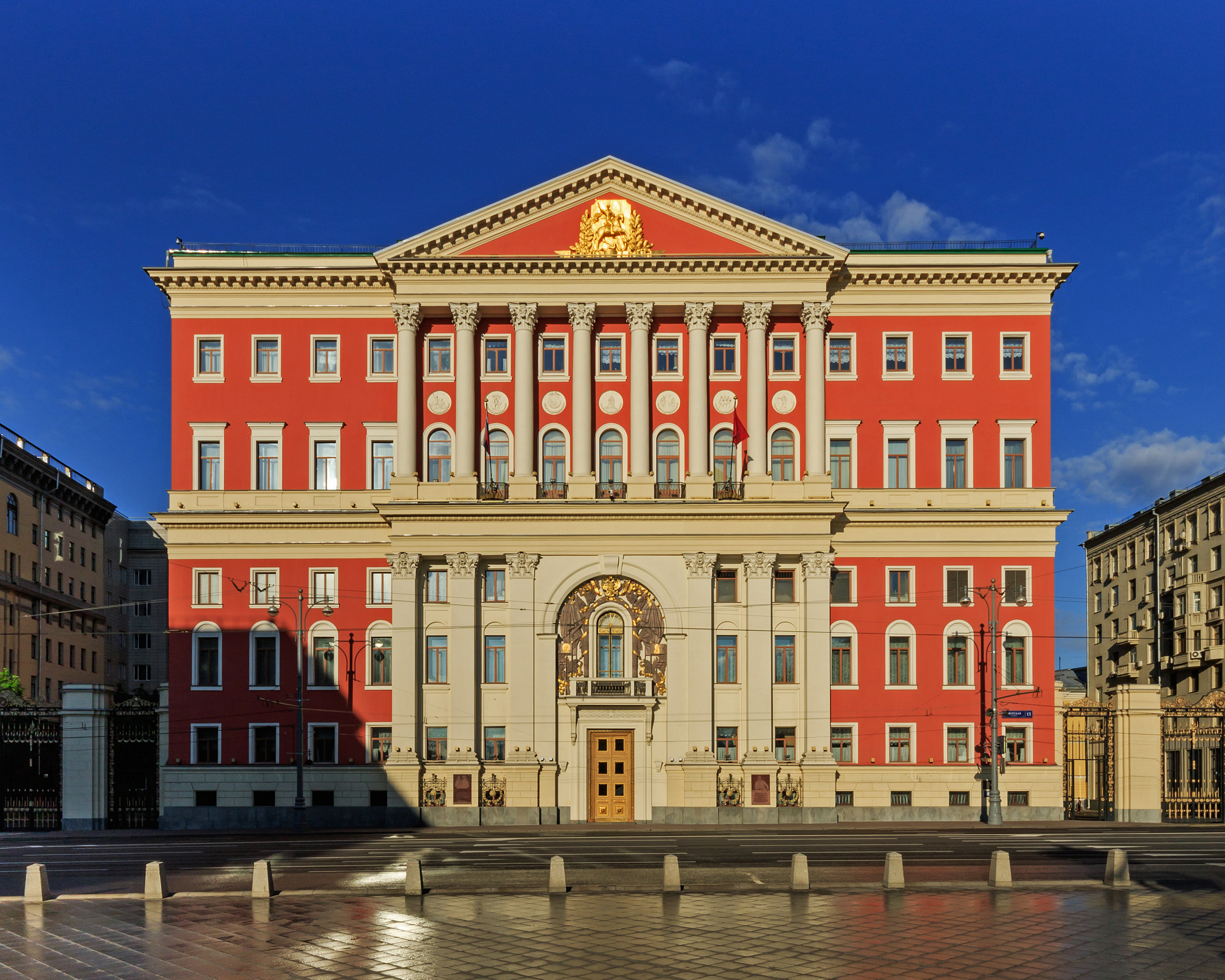
Résidence du maire de Moscou, construite dans les années 1940, sur le site de l'ancienne maison du maire (1778-82).

La rue Tverskaïa existerait depuis le XIIe siècle[réf. nécessaire]. Son importance pour la cité médiévale est alors immense, car elle relie Moscou à la ville de Tver, qui lui est supérieure, et plus tard rivale. À cette époque, la rue traverse la Neglinnaïa. Le premier pont enjambant la Neglinnaïa est mis en place en 1595.
La rue Tverskaïa est renommée aux XVIIe et XVIIIe siècles comme le centre de la vie moscovite. La noblesse considère qu'il est à la mode de s'installer dans ce quartier. Parmi les demeures de style palladien datant du règne de la Grande Catherine, on peut compter la résidence du maire de Moscou (1778-1782, reconstruite dans les années 1940) et le Club anglais (années 1780).
Étant donné que les cortèges des tsars arrivant à Moscou prennent cette rue pour se rendre au Kremlin, sa notoriété et son importance en sont renforcées. Des arcs de triomphe sont installés avant la résidence du gouverneur de Moscou, afin de servir de gradins pour les processions et les parades. En 1792 la place en face de la résidence du gouverneur de Moscou est aménagée pour permettre le passage de processions et de défilés.

### XIXesiècle

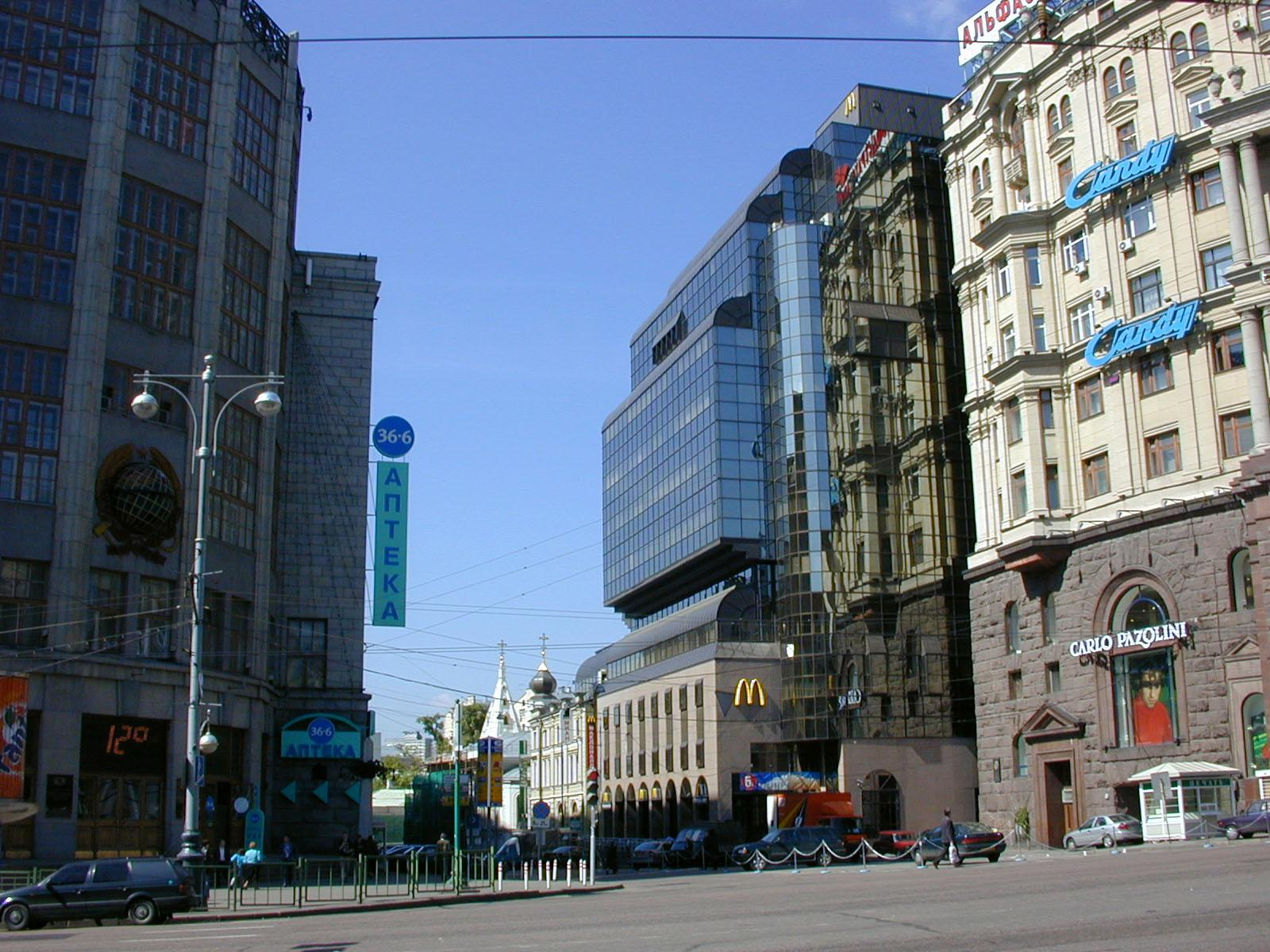
Une rue attenante, la ruelle Gazetny, avec l'immeuble du Télégraphe central sur la gauche. Cette rue adjacente est évoquée de façon répétée dans le roman Anna Karénine.

À l'époque de Pouchkine, on compte cinq églises sur la Tverskaïa. Quelques stances du poète dans Eugène Onéguine transcrivent ses impressions concernant la rue :

« Les colonnes de la grille de la ville luisent en blanc ; le traîneau, plus rapide que stable, cogne déjà le long de la rue Tverskaïa. Passées les guérites des sentinelles, maintenant ils se précipitent, passés les magasins et les lampadaires, les serfs qui fouettent leurs canassons, les cabanes, les demeures, les monastères, les parcs, les pharmacies, les Boukhariotes, les gardes, les marchands gras, les cosaques, les boulevards, les vieilles femmes, les garçons aux joues comme des cerises, les lions sur les grilles avec leurs grandes mâchoires de pierre, et traversent noirs avec des flocons d'aurore. »

Vers la fin du XIXe siècle, la rue est reconstruite, les imposantes demeures néoclassiques laissant place à des bâtiments commerciaux grandioses dans un mélange éclectique de styles historiques. Un édifice caractéristique de l'époque est l'hôtel national (1901), dont l'intérieur est un monument de l'Art nouveau russe.

### XXesiècle

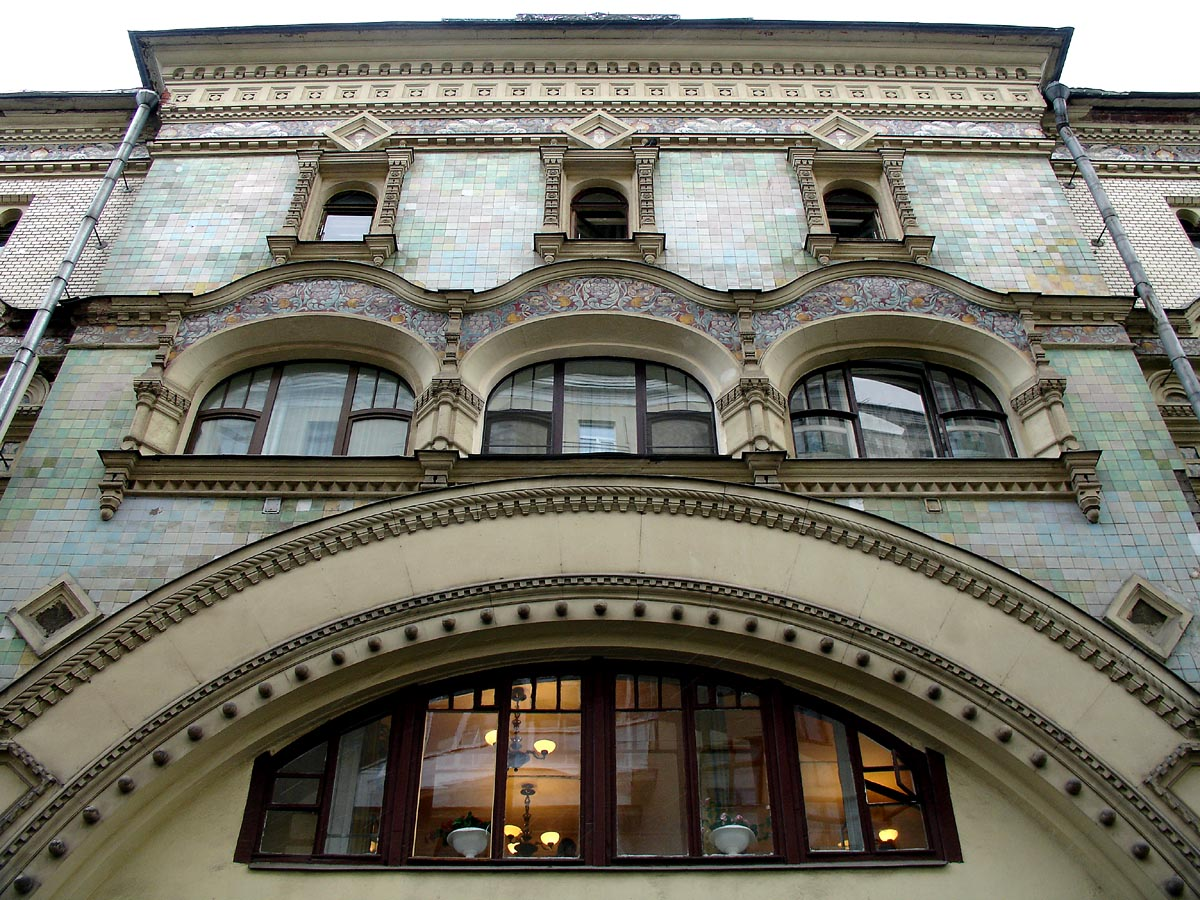
… cache le magnifique Savvinskoïe Podvorïe

Entre la Révolution russe de 1917 et l'apparition de l'architecture stalinienne au milieu des années 1930, la rue s'enrichit des trois bâtiments modernes - le bâtiment des Izvestia (1925-1927, place Pouchkine) de Grigory Barkhine, d'architecture constructiviste, le bâtiment de l'office central du télégraphe (1927-29, 5 Tverskaïa) de style moderne, et le « cube noir » de l'Institut Lénine place Tverskaïa (1926), de Stepan Tchernychev.
D'autres développements se produisent grâce au schéma directeur de Staline de 1935. Pendant cette période, toutes les églises et la plupart des autres bâtiments historiques sont détruits pour élargir la rue et remplacer les bâtiments peu élevés par des immeubles d'habitation staliniens plus hauts et des bureaux gouvernementaux, comme le Savvinskoïe Podvorïe, très orné, de Ivan Sergueï Kouznetsov. Ce bâtiment est déplacé plus au nord de la rue, et il est maintenant complètement inclus dans le bloc stalinien Mordvinov. Entre 1935 et 1990, elle prend le nom de « rue Gorki » (en russe : улица Горького) et, de façon non officielle Piterskaïa (en russe : Питерская улица) encore auparavant.
En 1947 est installée une statue équestre du prince Iouri Dolgorouki, fondateur de Moscou, sur la place en face de la mairie.
Le projet n'est que partiellement terminé avant la Seconde Guerre mondiale ; de nouveaux ensembles staliniens apparaissent dans les années 1940 et 1950, mais de nombreux bâtiments du XIXe siècle subsistent encore. La plupart sont détruits plus tard, à quelques exceptions près, comme le théâtre Iermolova, encore en place à ce jour. L'hôtel Intourist, une tour de 23 étages construite en 1970, est démoli en 2002 et remplacé par un autre bloc hôtel.

### Plan de reconstruction (2007-2009)
Les travaux pour la reconstruction de l'axe de la rue Tverskaïa en tant que voie à chaussées séparées, déjà en cours en d'autres points de la route, sont autorisés pour Tverskaïa Zastava et la place Pouchkine en avril 2007. Ils se terminent en 2009. Les deux places sont transformées en carrefours multi-niveaux et à chaussées séparées, malgré les objections des conservateurs et les experts en circulation routière.

## Bâtiments remarquables et lieux de mémoire
- Maison de commerce « Siou fils et Cie »